# Nils Rundgren
Nils Vilhelm Rundgren, ofta kallad Björnjägarn, född 10 februari 1890 i Augerums församling i Blekinge, död 13 augusti 1971 i Hjulsjö församling Hällefors, var en svensk äktnaiv målare och konsthantverkare.
Hans bildvärld bestod till största delen av hans favoritmotiv: den abessinska kossan, krokandjur, sotare, lokomotiv, figurer med propellrar på ryggen och ett slags bemannad rymdfarkost som han själv kallade "tjabovinkel/ar". Färgskalan är oftast brunröd, grågrön och ibland mörkt blå. 1969 ställdes några av hans målningar ut på Liljevalchs i Stockholm, varefter människor vallfärdade för att få träffa honom och få köpa hans konstverk. 
Han levde under väldigt spartanska former i byn Lilla Havsjön i Hjulsjö församling, 10 km väster om Kopparberg i Bergslagen. Sin målarateljé hade han i en gammal manskapsvagn som normalt användes av skogsarbetare som rastkoja. Han tillverkade även en del trådkonst i luffarslöjdsteknik till nyttoföremål, exempelvis vispar, men även till leksaker till besökarnas barn, såsom trehjuliga cyklar, kärror med mera.
Björnjägarn hade även varit elev vid  Lundsbergs skola där han var skolkamrat med Gerard De Geer (Bandybaronen) vid  Lesjöfors AB. De Geer lär ha försett Björnjägarn med ståltråd till hans trådkonst till hans död.